# Yoshiyuki Okuyama
Yoshiyuki Okuyama (奥山 義行, Okuyama Yoshiyuki, né le 3 mai 1970) est un athlète japonais, spécialiste du sprint.

## Biographie
Il remporte la médaille d'or du 200 m lors des championnats d'Asie 1989, à New Delhi en Inde, dans le temps de 20 s 80.

### Palmarès
| Date | Compétition         | Lieu      | Résultat | Épreuve   | Performance |
| ---- | ------------------- | --------- | -------- | --------- | ----------- |
| 1989 | Championnats d'Asie | New Delhi | 1er      | 200 m     | 20 s 80     |
| 1989 | Championnats d'Asie | New Delhi | 2e       | 4 x 100 m | 39 s 64     |

### Records
| Épreuve | Performance | Lieu  | Date        |
| ------- | ----------- | ----- | ----------- |
| 200 m   | 20 s 78     | Tokyo | 19 mai 1991 |